# اغتيال جيمس إيه غارفيلد
وقع اغتيال جيمس أبرام غارفيلد، الرئيس العشرين للولايات المتحدة في الساعة 9:30 صباحًا في الثاني من يوليو 1881، بعد أقل من أربعة شهور على بدء فترة رئاسته. أطلق النار عليه تشارلز جيه غوتو في محطة بولتيمور وبوتوماك في واشنطن العاصمة، وتوفي في إلبيرون، نيو جيرزي. كان دافع غوتو للقتل هو الثأر من غارفيلد بسبب دَين سياسي مُتخيّل لم يفِ غارفيلد له به.

## الاغتيال

### خلفية الأحداث
تحول تشارلز غوتو للعمل السياسي بعد إخفاقه في أكثر من مجال آخر، بما في ذلك اللاهوت، والمحاماة، وتحصيل الديون، وبعد قضائه وقتًا في تجمّع أونيدا اليوتوبي. كان الرئيس الأسبق يوليسيس إس غرانت المرشح الأوفر حظًا في الترشيح الرئاسي الجمهوري للعام 1880 ودعمه فصيل ستولورت السياسي. قرر غوتو أنه مناصر لستولورت وغرانت، وحرّر خطابًا باسم «غرانت مقابل هانكوك». خسر غرانت الترشيح مقابل مرشح الحصان الأسود جيمس غارفيلد، والذي لم يكن ذا صِلاتٍ بفصيل ستولورت ولا خصومهم هاف-بريدز. تبعًا لذلك عدّل غوتو خطابه إلى «غارفيلد مقابل هانكوك»، وسعى للالتزام بتقديم نفسه ناشطًا في حملة الترشيح الجمهورية. لم يلقِ غوتو خطابه في أي محفل رسمي، ولكنه طبعه (ولم يدفع رسوم الطباعة) ووزع عدة مئات من النسخ. لم يؤد الخطاب أثرًا يُذكر، حتى في صورته المطبوعة؛ من بين المشاكل التي رافقت الخطاب كانت محاولات غوتو المتسرعة لإزالة الإشارات نحو غرانت واستبدالها بغارفيلد. ونتيجة لذلك ظهر وكأن غوتو ينسب الفضل لغارفيلد بسبب منجزات حققها غرانت، ومع ذلك أقنع غوتو نفسه أن خطابه هو ما أنجح غارفيلد في انتصاره الصعب أمام المرشح الديمقراطي وينفيلد سكوت هانكوك. كان غوتو على قناعة بوجوب مكافأته بمنصب دبلوماسي لمساعدته الهامة التي قدّمها بظنّه، وطالب في البداية أن يعيّن قنصلًا في فيينا، ثم عبّر عن رغبته بـ«التنازل» وقبول تعيينه قنصلًا في باريس. أمضى غوتو وقته في شتاء العام 1880-1881 متسكّعًا بالقرب من مقر الحزب الجمهوري في نيويورك، منتظرًا المكافأة على خطابه، ولكن بلا جدوى.
وصل غوتو إلى واشنطن العاصمة في 5 مارس 1881، في اليوم التالي لتنصيب غارفيلد رئيسًا، وكان ما زال مصدقًا أنه سيتلقى مكافأة ما. استطاع غوتو الحصول على إذن لدخول البيت الأبيض وقابل الرئيس في 8 مارس 1881، وسلّمه نسخة من خطابه ليذكّره بالجهود التي بذلها لصالحه خلال حملته الانتخابية. بقي غوتو يطوف في العاصمة واشنطن طوال الشهرين اللاحقين، نزيلًا في غرف مشتركة، ثم ينسلّ منها دون دفع مستحقات المأكل والمسكن. أمضى أيامه جالسًا في صالات الانتظار في الفنادق، يقرأ الصحف القديمة ويستعمل قرطاسية الفنادق لكتابة رسائل لمَن اعتقد أنهم قادرون على مساعدته للحصول على منصب من غارفيلد. إضافة إلى ما سبق، قضى غوتو بعض الوقت متنقلًا بين وزارة الخارجية والبيت الأبيض محاولًا التحدث إلى عدد من الوزراء وكبار الحزب الجمهوري لنيل مطالبه، ولكن تكللت مساعيه بالفشل. مع مرور الوقت، افتقر غوتو وتغير منظره للأسوأ بسبب ارتدائه نفس الملابس يوميًا، واضطراره للتجوال في المدينة المتجمدة، في طقسها البارد دون معطف أو قبعة أو فقازات أو حذاء ثقيل. في 31 مارس 1881، حُظر غوتو من الدخول إلى غرفة الانتظار في البيت الأبيض. في 14 مايو 1881، قابل غوتو وزير الخارجية جيمس جي بلاين، والذي قال له: «إياك أن تحدّثني بخصوص منصب القنصل في باريس ما دمت حيًا».
استصدرت عائلة غوتو حكمًا بأنه مختل عقليًا في العام 1875 وحاولوا إجباره على البقاء في البيت، ولكنه تمكن من الهرب. عند هذه المرحلة، اتخذت هواجسه منحىً عنيفًا، وقرر أن قوّة عُليا أوكلت إليه مهمة قتل الرئيس. فيما بعد صرح قائلًا: «أفوّض تبرير فِعلي إلى الله».
اقترض غوتو 15 دولارًا (أي، ما يعادل 397$ في العام 2019) من جورج ماينارد، وهو قريبٌ له عبر صلة الزواج، وخرج لشراء مسدس. لم يكن لديه خبرة كبيرة بالأسلحة النارية، ولكنه كان مقتنعًا بحاجته لمسدس ذي عيار كبير. خيّره محل أوميارا للأسلحة في واشنطن بين نوعين من مسدس عيار .442 ويبلي بولدوغ البريطاني، أحدهما بقبضة خشبية والآخر بقبضة عاجية. اختار غوتو المسدس ذي القبضة العاجية لاعتقاده بأنه سيبدو أكثر لباقة للعرض في المتحف بعد عملية الاغتيال، ولكنه لم يتمكن من دفع السعر ذي الدولار الأعلى، ولهذا خفّض صاحب المحل السعر من أجله. عُثر على المسدس ووضع للعرض في متحف ذا سميثسونيان في بواكير القرن العشرين، ولكنه فُقد بعد ذلك. أمضى غوتو الأسابيع التالية في متابعة حثيثة لتحركات غارفيلد وفي التدريب على الرماية؛ وفي المرة الأولى التي أطلق بها النار من المسدس، كاد الارتداد أن يطرح به أرضًا. كتب غوتو رسالة إلى غارفيلد، ينصحه فيها بطرد بلاين وإلا «سيحوق السوء بك وبالحزب الجمهوري». لم يُأبه للرسالة، مثلها مثل غيرها من الرسائل التي بعثها غوتو إلى البيت الأبيض.
واصل غوتو تدريباته بعناية؛ كتب رسالة إلى ويليام تيكومسيه شيرمان، القائد الأعلى للجيش، وطلب منه الحماية من الغوغاء الذين افترض أنهم سيهاجمونه بعد أن يقتل الرئيس، وكتب رسائل أخرى مبرّرًا فِعله بحُكم الضرورة لرأب الصدع بين الفصائل المتصارعة داخل الحزب الجمهوري. ذهب غوتو إلى سجن مقاطعة كولومبيا وطلب أن يأخذوه في جولة في السجن حيث توقع أن يُودَع، ولكنهم طلبوا منه أن يعود فيما بعد. أمضى غوتو شهر يونيو بالكامل ملاحقًا غارفيلد في مدينة واشنطن. في إحدى المرات، تتبّعه حتى محطة القطار حيث كان غارفيلد يودع زوجته الذاهبة إلى منتجع الشاطئ في لونغ برانش، نيوجيرزي، ولكنه قرر ألا يطلق عليه النار حينها، إذ كان معروفًا أن لوكريشا غارفيلد بصحة عليلة، ولم يُرد أن يزعجها.

### إطلاق النار
كان من المقرر أن يغادر غارفيلد واشنطن العاصمة في 2 يوليو1881، في إجازة الصيف، وهو ما نقلته صحف واشنطن، وهكذا كمَن له غوتو في الانتظار في محطة قطار بولتيمور وبوتوماك في الزاوية الجنوبية الغربية لتقاطع شارعيّ السادس وكونستيتيوشين آفينيو في واشنطن دي سي. وصل غارفيلد إلى محطة الشارع السادس على طريقه نحو جامعته ويليامز كوليدج، حيث كان من المقرر أن يلقي خطابًا قبل السفر في عطلته الصيفية. رافق غارفيلد ولداه جيمس وهاري، ووزير خارجيته جيمس جي باين؛ وكان وزير الدفاع روبرت تود لينكولن ينتظره في المحطة لوداعه. لم يُحط بغارفيلد حرس شخصيون أو دائرة حرس؛ لم يلجأ رؤساء أمريكا الأوائل لتوظيف حرس شخصي لأمنهم، ما عدا أبراهام لينكولن خلال الحرب الأهلية.
مع دخول غارفيلد إلى صالة الانتظار في المحطة، تقدم غوتو منه وأطلق النار على الرئيس من الخلف من المسافة صفر. صرخ غارفيلد قائلًا: «ربّاه، ما هذا؟» رافعًا يديه نحو الأعلى. أطلق غوتو النار مرة أخرى، فسقط غارفيلد أرضًا. خدشت الرصاصة الأولى كتف الرئيس، واخترقت الرصاصة الثانية ظهره، ومرّت عبر الفقرة القطنية ولكنها لم تصب النخاع الشوكي، واستقرت خلف بنكرياسه. أعاد غوتو مسدسه إلى جيبه واستدار ليغادر بالعربة التي استأجرها والتي كانت في انتظاره خارج المحطة، ولكنه اصطدم بالشرطي باتريك كيرني الذي هرع إلى داخل المحطة عند سماعه إطلاق النار.
ألقى كيرني القبض على غوتو وكان في غاية الحماسة لاعتقاله الرجل الذي أطلق النار على غارفيلد لدرجة أنه غفل عن تجريد غوتو من مسدسه حتى وصلوا إلى قسم الشرطة. سأل كيرني غوتو: «بحق الله يا رجل، لماذا أطلقت النار على الرئيس؟» لم يُجب غوتو. راح الحشد الذي تجمّع سريعًا ينادي «أعدموه!» ولكن كيرني وغيره من رجال الشرطة أخذوا القاتل إلى قسم الشرطة على بعد عدة شوارع. مع استسلامه للسلطات، أخذ غوتو يصرخ معتزًا بعبارة «أنا أصدق أنصار ستولورت! لقد فعلتها، ولا أبالي بالاعتقال! آرثر هو الرئيس الآن!» قادت هذه التصريحات إلى شكوك لم تدم طويلًا بأن آرثر أو أنصاره قد دفعوا غوتو لتنفيذ عملية الاغتيال.